# Sesbania madagascariensis
Sesbania madagascariensis är en ärtväxtart som beskrevs av Du Puy och Jean-Noël Labat. Sesbania madagascariensis ingår i släktet Sesbania och familjen ärtväxter. Inga underarter finns listade i Catalogue of Life.